# 厄氏樸麗魚
厄氏樸麗魚，為輻鰭魚綱鱸形目隆頭魚亞目慈鯛科的其中一種，被IUCN列為極危保育類動物，分布於非洲維多利亞湖南部流域，體長可達22.6公分，棲息在中底層水域，以魚類為食，生活習性不明。

## 擴展閱讀
維基物種上的相關：厄氏樸麗魚